# 閉ざされたホテル
「閉ざされたホテル」（とざされたホテル、原題: The God Complex）は、イギリスのSFドラマ『ドクター・フー』の第6シリーズ第11話。トビー・ホワイトハウスが脚本、ニック・ハランが監督を担当し、2011年9月17日に BBC One で初放送された。
本作で、異星人のタイムトラベラー11代目ドクター（演:マット・スミス）と彼のコンパニオンのエイミー・ポンド（演:カレン・ギラン）とローリー・ウィリアムズ（演:アーサー・ダーヴィル）は、1980年代のホテルに似た場所に到着する。廊下の構造が常に変化する中、3人は同じく何も知らずにホテルに現れた他の地球人や異星人と出会う。ドクターはホテルのそれぞれの部屋がホテル内の誰かが最も恐れる物を収容していると気づき、ミノタウロスのような生物（演:スペンサー・ウィルディング）が彼らの恐怖心を食糧にしていると推測する。
「閉ざされたホテル」のコンセプトはホワイトハウスが第5シリーズ用に生み出したものであったが、第5シリーズの他のエピソードと類似していたことから代わりに「ヴェネチアの吸血鬼」が執筆され、本作は第6シリーズに延期となった。本作の終盤ではエイミーとローリーがドクターと別れる様子が描かれるが、本作で永久に退場したわけではない。「閉ざされたホテル」は2011年の前半に、ホテル用に組み立てられたセットで主に撮影された。イギリスでは677万人の視聴者を獲得し、批評家からのレビューは一般に肯定的であった。本作での演技、とくにスミスの演技が称賛されたが、全ての批評家がプロットに感銘を受けたわけではなかった。

## 連続性
壁に飾られた野獣の犠牲者の写真には、過去の『ドクター・フー』に登場した複数の種族が登場しており、具体的にはソンターラン、ジュドゥーン、プレニチュードのシスター（「新地球」「大渋滞」）、トライトヴォール（「死の惑星」）がいる。ドクターは野獣の正体が The Horns of Nimon（1979-1980年）に敵として登場したネイモン族の遠い親戚であると同定する。ギビス（演:デヴィッド・ウォリアムス）の部屋に居る嘆きの天使はこれまでに「まばたきするな」や「天使の時間」「肉体と石」で登場した。幼少期のアメリア・ポンドが"ボロを着たドクター"を待っている姿も描写されており、これは「11番目の時間」に基づくものである。ドクターは彼に対するエイミーの信頼を壊さなくてはならなくなるが、これは The Curse of Fenric（1989年）で7代目ドクターがコンパニオンのエースに対して行ったことに呼応している。
ドクターがドアを開けた11番目の部屋の中身は視聴者に明かされなかったものの、緊急時に鳴るターディスのベルの音を聞くことができる。部屋でドクターが目にした物は2013年クリスマススペシャル「ドクターの時」で明かされる。
ギビスの種族であるチボリ族は、常に他の種族に服従して生き延びた臆病で卑怯な種族として設定されている。第9シリーズの「洪水の前」では、別のチボリ族のプレンティス（演:ポール・ケイ）が登場する。

## 製作

### 脚本

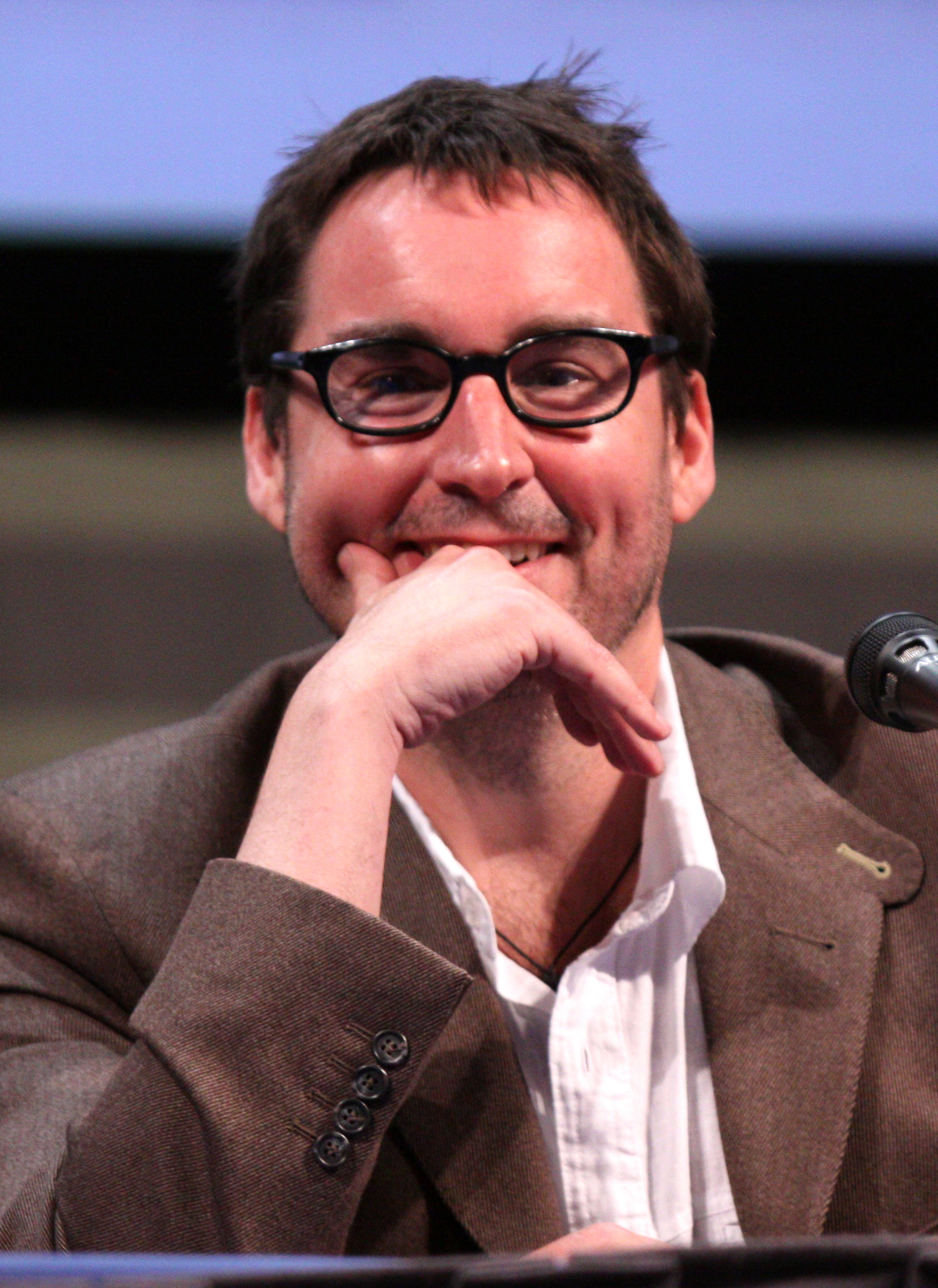
トビー・ホワイトハウスは、本作を元々第5シリーズ用に計画していた。

番組製作総指揮のスティーヴン・モファットは、部屋の切り替わるホテルというアイディアを元々第5シリーズ用にトビー・ホワイトハウスに提供していた。しかし製作が続くにつれ、モファットはシリーズでキャラクターたちが廊下を走るシーンが多すぎると考え、ホワイトハウスは代わりに「ヴェネチアの吸血鬼」を執筆して「閉ざされたホテル」を第6シリーズに先送りした。ミノタウロスをモンスターとして登場させるアイディアは、ホワイトハウスの愛するギリシャ神話に由来する。彼は、本作の雰囲気が暗く書きやすかったため、以前『ドクター・フー』で執筆した「同窓会」や「ヴェネチアの吸血鬼」よりも本作を気に入った。
ホワイトハウスが最初に書いた台詞はドクターがミノタウロスの言葉を翻訳する場面であった。「古代の生物は、罪のない血に染まり、無限に変化する迷路を漂いながら、宇宙空間を漂っている。そのような生物にとって、死は贈り物である」というミノタウロスの言葉は、ドクターはミノタウロス自身の事を指していると解釈したが、実際にはドクターの事を指している。これは第6シリーズのストーリー・アークでもある将来のドクターの死を暗示している。エイミーとローリーは本作でターディスから離脱するが、これは一時的なものであり、シーズンフィナーレの「ドクター最後の日」で再登場し、2011年クリスマススペシャル「クリスマスイブの奇跡」の終盤でも僅かに登場する。

### 撮影と衣装
「閉ざされたホテル」の読み合わせは2011年2月に行われ、撮影は主にスタジオに組み立てられたホテルのセットで行われた。ドクターとエイミーとローリーがホテルで最初に遭遇した恐怖はジョーの部屋の腹話術人形であり、これについてホワイトハウスは「大胆な物を入れたかった」「腹話術人形には不気味なものがある」とコメントした。人形の操作には多くのスタッフが動員され、大半は床に横たわって操作しなくてはならなかった。ミノタウロスを演じたスペンサー・ウィルディングは身長2メートルに達する高身長であり、2011年の前半に衣装合わせが行われ、その後塗装と体毛の装飾が行われた。
デヴィッド・ウォリアムスは『ドクター・フー』のファンであり、本作にゲスト出演するようメールで依頼を受けて同意した。彼は以前5代目ドクターのオーディオドラマ Phantasmagoria に出演し、一人二役を演じていた。マット・スミスは彼との共演について「とても楽しい」とコメントし、彼が巨大なモグラに似た装身具を着けていたためシリアスな雰囲気に持っていくのが難しいと述べた。装身具は装着に2時間を要した。彼は特殊メイクが演技の妨げになるとは感じず、「極めて表現的だ」と述べた。

### 他作品へのリファレンス
長い廊下や奇妙なアングルといった組み合わせを用いていることから、本作のホテルと設定はスタンリー・キューブリックの映画『シャイニング』になぞらえられている。また、批評家は本作がジョージ・オーウェルの小説『1984年』にインスパイアされていることも指摘しており、特に各人の最も深い恐怖を収容している部屋のコンセプトと101号室を対比した。ジョーはイギリスの童歌『オレンジとレモン』を引用して歌っている。

## 放送と反応
「閉ざされたホテル」はイギリスでは2011年9月17日に BBC One で、アメリカ合衆国ではBBCアメリカで初放送された。BBC One での当夜の視聴者数は520万人で、ITV1の All-Star Family Fortunes に敗れ、その夜では Family Fortunes と『Xファクター』に次いで3番目に多く視聴された番組となった。BBC iPlayer では公開された翌日に1位になり、Twitterでも人気を博し、"Amy and Rory" がトレンド入りした。最終合計値はタイムシフト視聴者157万人を加算して677万人に達し、合計539万人であった Family Fortunes の記録を破った。BBC iPlayer では9月の第4位にランクインした。Appreciation Index は86を記録した。
日本では『ドクター・フー ニュー・ジェネレーション』第2シリーズとして2016年8月から第6シリーズのレギュラー放送がAXNミステリーにて始まり、「閉ざされたホテル」は9月8日午後10時から放送された。なお、同日午後11時5分からは次話「子連れのコンパニオン」が放送された。

### 批評家の反応

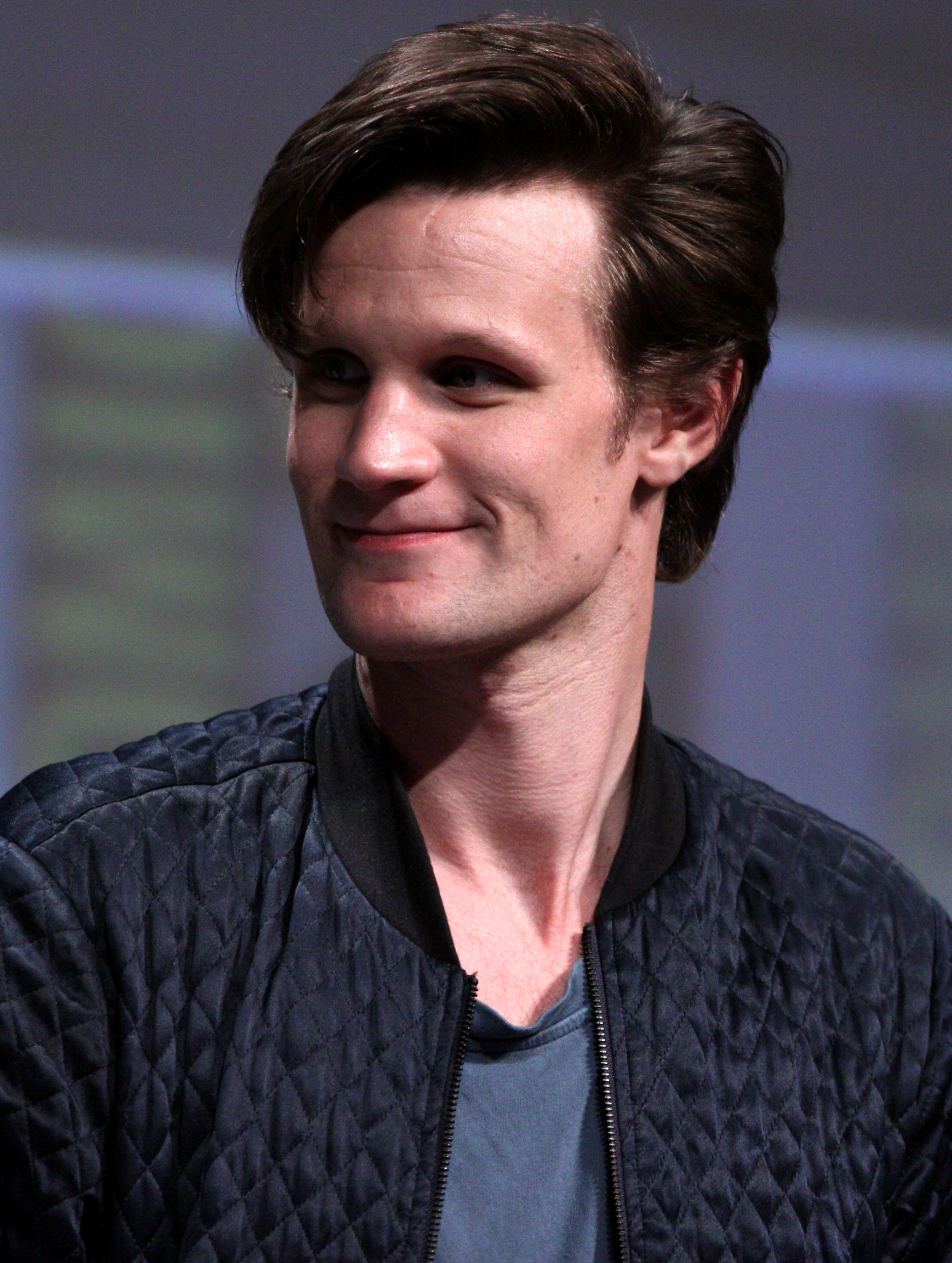
マット・スミスは「閉ざされたホテル」でのドクターとしての演技に賞賛を受けた。

本作は批評家から一般に肯定的な評価を受けた。ラジオ・タイムズのパトリック・マルケーンは、ホワイトハウスの脚本を「クレバーでオリジナルだ」、ギビス役のウォリアムスを「親しみやすい」と形容し、シリーズにもう1つ素晴らしい傑出したエピソードが加わったと確信した。io9のチャーリー・ジェーン・アンダーズも肯定的で、特に他者にドクターを信じさせる彼の自信過剰を通してドクターのキャラクターが深掘りされるという手法を気に入り、スミスの演技も称賛した。The A.V. Club のケイス・フィップスは本作にB+の評価を与え、ゲスト出演者を称賛し、ドクターのキャラクターの掘り下げ方を絶賛した。インデペンデント紙のニーラ・デブナスも肯定的なレビューをしており、不気味さ、リタ役のアマラ・カランとハウイー役のディミトリー・レオニダスの演技、結末での悲壮を称賛した。しかし、エイミーがこれまでに娘リヴァー・ソングを見つけたがってたにも拘わらずドクターとの別れを受け入れたことについて、彼女は衝撃を受けた。
ガーディアン紙のダン・マーティンはエイミーとローリーの退場を称賛、カレン・ギランとスミスの演技を強調し、どれほどドクターのダークサイドが多く描写されているかを指摘した。プロットについて彼は「面白く思慮深い」と主張したが、「結末に道を譲るよう固定された誤魔化しのようだ」とも感じた。後にマーティンは当時未放送であった「ドクター最後の日」を除く第6シリーズのエピソードの中で本作を5番目に良いものとして位置付けた。Digital Spy のモーガン・ジェフェリーは、監督においてニック・ハランが優れていると語り、エピソードは「感動的なレベルで信じられないほど良く上手く行った」と述べた。しかし、彼はプロットの面では成功していないと感じ、起きたことに対する説明が薄いと指摘した。デイリー・テレグラフのギャヴィン・フラーは本作に星3つ半をつけ、「エピソードに対する超現実的な雰囲気により、プロットにほとんど意味がない事実がカモフラージュされている」と主張した。しかし、彼はキャストの演技が印象的であると称賛し、特にスミスの演技を絶賛した。
SFXのデイヴ・ゴールダーも「閉ざされたホテル」に星3つ半を与え、「極度にウィットに富んでいた。デヴィッド・ウォリアムスの卑劣なモグラ男ギビスについては特に。」と述べたものの、論理的な側面を疑問視した。また、エイミーとローリーがドクターのせいで以前よりもさらに危険度を増した状況に置かれていると考えた彼は、彼らリーの離脱が長くは続かないと感じた。IGNのマット・リズレイは本作を10点満点中7点と評価し、「雰囲気からしてもプロットからしても著しく不安定なエピソード」「混乱し、わずかに歪なごちゃ混ぜの物語になってしまっている」と述べた。彼はハランによる演出とウォリアムスおよびカランの演技を称賛した一方、登場人物が終盤で中心的な扱いをされていないと感じた。彼は少なくとも前半に活力があったと認め、それを失った後半を批判し、エイミーとローリーの離脱が描かれた最終シーンは「空虚で駆け足であった」と特に強調した。
2017年には、ポール・ディスコールによる批評が Obverse Books のブラック・アーカイブの一部として発表された。彼はテーセウスの神話と小説『1984年』および『シャイニング』という3つの重要な影響の観点に基づき、本作での恐怖と信仰の解釈と共に本作を分析した。彼は、ドクターが彼自身の"神コンプレックス"に気付いたことが彼のキャラクター・アークおよびコンパニオンとの関係における決定的な転換点になると結論した。